# Trayu (Singorojo)
Trayu is een bestuurslaag in het regentschap Kendal van de provincie Midden-Java, Indonesië. Trayu telt 2207 inwoners (volkstelling 2010).